# Пентил
Пентил — пятиуглеродная алкильная группа C5H11. Является замещающей формой пентана.
В более ранней литературе для пентильной группы часто использовалось общее несистематическое название амил. Напротив, название пентил использовалось для нескольких пятиуглеродных разветвленных алкильных групп, различаемых различными префиксами. В настоящее время номенклатура изменилась: «амил» чаще используется для обозначения терминально разветвленной группы, также называемой изопентилом, как в амобарбитале.
Циклопентил представляет собой кольцо с формулой C5H9.
Так же называется и пентильный радикал, пентильная группа как отдельная молекула. Этот свободный радикал наблюдается только в экстремальных условиях. Его формула часто записывается как «C5H11•» или «•C5H11», чтобы указать, что он имеет одну неудовлетворенную валентную связь. Радикалы, подобные пентилу, являются реакционноспособными, они реагируют с другими атомами или молекулами (например, кислородом, водой и т. д.).

## Другие группы
Группы, которые до сих пор периодически называются пентилом:
| Наименование             | Формула               | Статус ИЮПАК          | Наименование ИЮПАК                             | Примеры |
| ------------------------ | --------------------- | --------------------- | ---------------------------------------------- | ------- |
| n-пентил, амил           | H3C−(CH2)4−           |                       | пентил                                         | [ 2 ]   |
| терт-пентил              | H3C−CH2−(H3C−)2C−     | Наименование устарело | 2-метилбутан-2-ил (также 1,1-диметилпропил)    | [ 4 ]   |
| неопентил                | (H3C−)3C−CH2−         | Наименование устарело | 2,2-диметилпропил                              |         |
| изопентил, амил, изоамил | (H3−)2CH−(CH2)2−      | Наименование устарело | 3-метилбутил                                   | [ 6 ]   |
| сек-пентил               | H3C−(CH2)2−(H3C−)CH−  |                       | пентан-2-ил(or (метилбутил))                   | [ 8 ]   |
| 3-пентил                 | (H3C−CH2−)2CH−        |                       | пентан-3-ил (также известный как 1-этилпропил) | [ 9 ]   |
| сек-изопентил            | (H3C−)2CH−(H3C−)CH−   |                       | 3-метилбутан-2-ил (или 1,2-диметилпропил)      |         |
| активный пентил          | H3C−CH2−(H3C−)CH−CH2− |                       | 2-метилбутил                                   |         |

## Пентильный радикал
Впервые свободный радикал пентила был обнаружен Дж. Пакански и А. Гутьерресом в 1983 году. Радикал был получен путём облучения перекиси бисгексаноила, заключённой в замороженный аргон, ультрафиолетовым светом, который вызывал её разложение на две молекулы диоксида углерода и два пентильных радикала.